# Gustave Desplaces
Pour les articles homonymes, voir Desplaces.
Compléments
- Pionnier français des chemins de fer

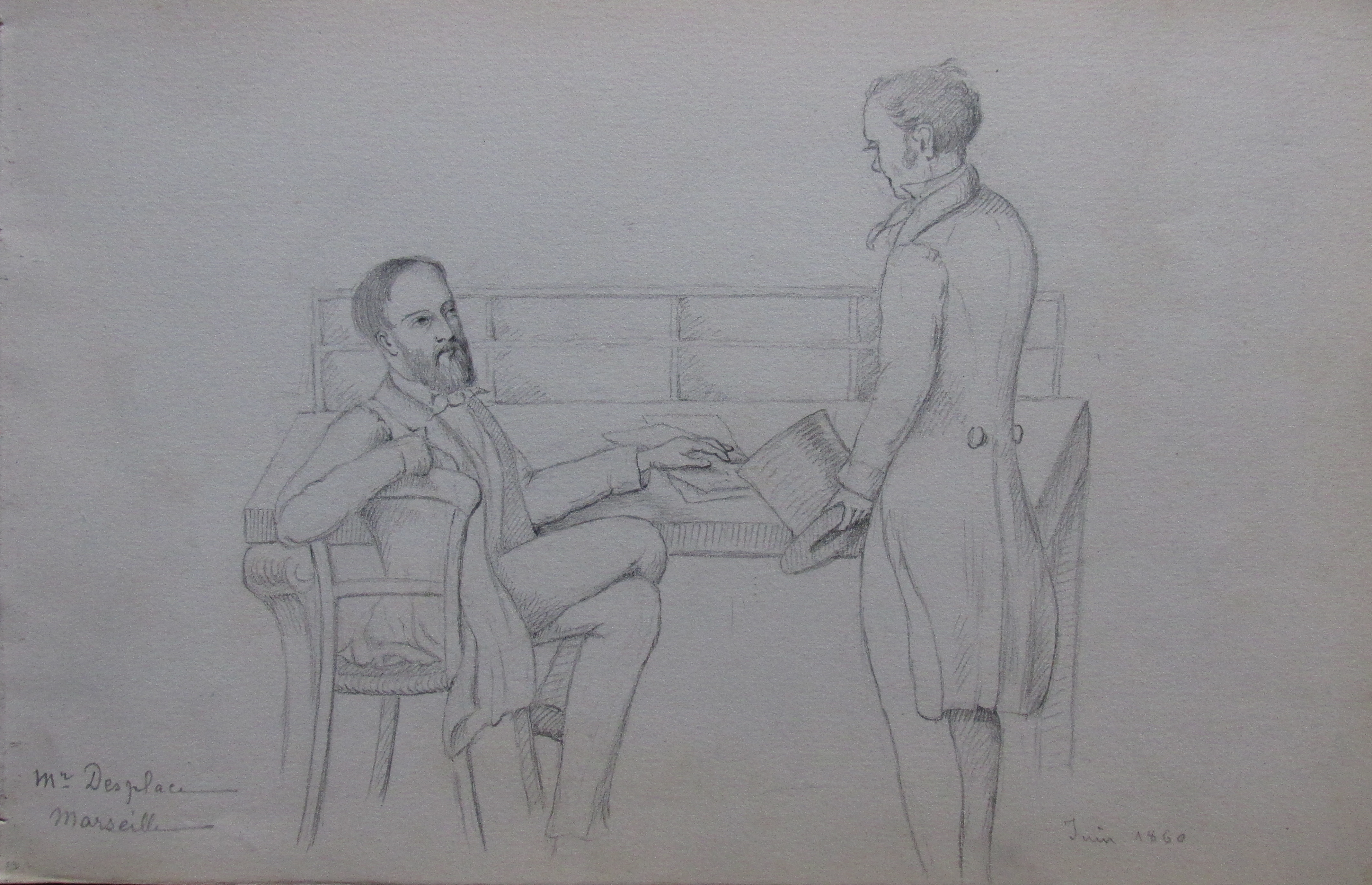
Gustave Desplaces à Marseille, en juin 1860 (dessin, collection particulière).

Gustave Desplaces (Michel Bénigne Charles Gustave Comte Desplaces (1820-1869)), est un ancien élève de l'École polytechnique, Ingénieur en Chef de la Compagnie des chemins de fer de Paris à Lyon et à la Méditerranée (PLM). 
Sa contribution au développement du chemin de fer en France et sa participation à l'élaboration d'un grand port moderne sur la Méditerranée en font un acteur de la modernisation de l'outil industriel français sous le Second Empire. Un boulevard à Marseille, des rues à Aix-en-Provence, Tarascon, Beaucaire, Nîmes, Arles et Nice portent aujourd'hui encore son nom.

## Biographie
Gustave Desplaces est né à Seyssuel-et-Chasse le 26 octobre 1820, fils de Claude Desplaces et Virginie Pigeot.
Entré à l'École Polytechnique en 1838, ce brillant ingénieur est diplômé en 1840 avec un excellent classement (6 sur 120). Il préside à 22 ans à la Chambre des Pairs, la délégation technique chargée d'établir la première charte des Chemins de fer en France. Il est fait chevalier dans l'Ordre la Légion d'Honneur à l'âge de 33 ans.
Le 14 novembre 1855, à Marseille, il épouse Alice Dumalle, apparentée du côté de sa mère Julie de Colonjon (1815-1872), aux frères Montgolfier et à Marc Seguin inventeur de la chaudière tubulaire.
Adjoint de Paulin Talabot pour la construction de la ligne de chemin de fer de Marseille à Avignon, il jette sur le Rhône en 1852 le premier pont qui, de Beaucaire à Tarascon, relie le Languedoc à la Provence, et réalise la gare Saint-Charles de Marseille.
Il meurt à Marseille le 22 mai 1869 et laisse deux enfants, Jules et Henri Desplaces. Il est inhumé au cimetière Saint-Pierre de Marseille. Son petit neveu est le père jésuite François Varillon, fils de Pierre Varillon et Jeanne Desplaces

## Réalisations
- Viaduc de Tarascon[10] (1852)
- Viaduc de Saint-Chamas (1848)
- Les Docks de la Joliette à Marseille[11], vaste bâtiment commercial de France avec 80 000 m2 répartis sur 1,5 hectare.